# A' Katīgoria 1936-1937
La A' Katīgoria 1936-1937 fu la 3ª edizione del massimo campionato di calcio cipriota. Si concluse con l'affermazione finale dell'APOEL Nicosia, che vinse il secondo titolo della sua storia.

## Stagione

### Novità
Delle consuete otto partecipanti venne a mancare l'EPA Larnaca che rinunciò ad iscriversi.

### Formula
Le squadre partecipanti erano sette e non erano previste retrocessioni. Venivano dati due punti per ogni vittoria, uno per ogni pareggio e zero per ogni sconfitta.
Le sette squadre disputavano un girone di andata e uno di ritorno, per un totale di dodici incontri per squadra.

## Squadre partecipanti
| Club               | Città     | Stadio             | Stagione precedente |
| ------------------ | --------- | ------------------ | ------------------- |
| AEL Limassol       | Limassol  | Stadio GSO         | 4º in A' Katīgoria  |
| Anorthōsis         | Famagosta | Stadio GSE         | 7º in A' Katīgoria  |
| APOEL              | Nicosia   | Stadio Vecchio GSP | 1º in A' Katīgoria  |
| Arīs Limassol      | Limassol  | Stadio GSO         | 5º in A' Katīgoria  |
| Lefkoşa Türk       | Nicosia   | Stadio Vecchio GSP | 3º in A' Katīgoria  |
| Olympiakos Nicosia | Nicosia   | Stadio Vecchio GSP | 6º in A' Katīgoria  |
| Trast              | Nicosia   | Stadio Vecchio GSP | 2º in A' Katīgoria  |

## Classifica
|                  | Pos. | Squadra            | Pt | G  | V | N | P | GF | GS | DR  |
| ---------------- | ---- | ------------------ | -- | -- | - | - | - | -- | -- | --- |
| Cipro (bandiera) | 1.   | APOEL              | 19 | 12 | 8 | 3 | 1 | 41 | 12 | +29 |
|                  | 2.   | Trast              | 19 | 12 | 9 | 1 | 2 | 38 | 13 | +25 |
|                  | 3.   | Lefkoşa Türk       | 15 | 12 | 5 | 5 | 2 | 29 | 16 | +13 |
|                  | 4.   | AEL Limassol       | 14 | 12 | 6 | 2 | 4 | 39 | 24 | +15 |
|                  | 5.   | Arīs Limassol      | 5  | 12 | 1 | 3 | 8 | 20 | 30 | -10 |
|                  | 6.   | Olympiakos Nicosia | 5  | 12 | 1 | 3 | 8 | 18 | 49 | -31 |
|                  | 7.   | Anorthōsis         | 5  | 12 | 2 | 1 | 9 | 10 | 51 | -41 |

### Verdetti
- APOEL campione di Cipro.